# Houtland
 (janvier 2011).
Le Houtland (du néerlandais hout- (bois) et -land (pays), littéralement « le pays du bois ») est une région naturelle transfrontalière de France et de Belgique. Elle fait partie de la région transfrontalière du Westhoek et de la Flandre française ainsi que de la Flandre-Occidentale belge.

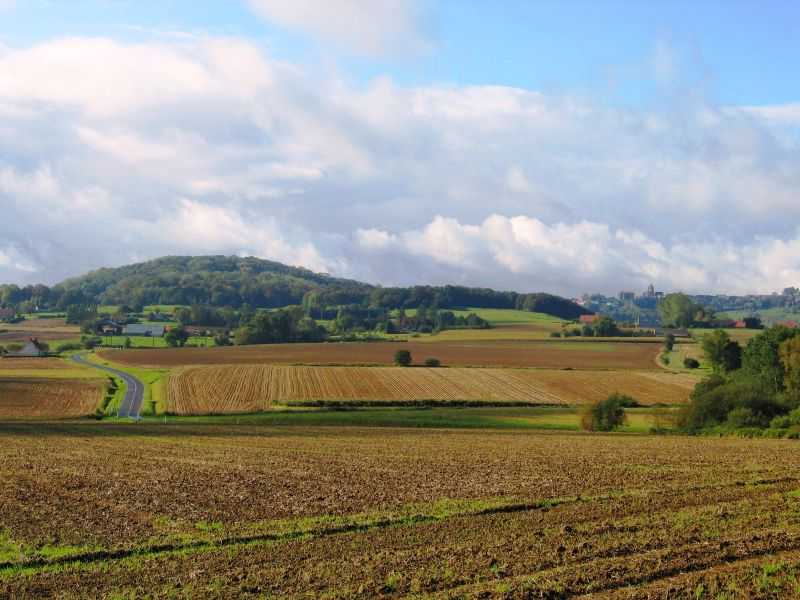
Le Mont des Récollets (Wouwenberg en néerlandais), à droite : Cassel

## Géographie
Le Houtland est une région légèrement vallonnée avec des collines (les monts des Flandres) qui, malgré leur altitude absolue modeste, constituent des repères topographiques majeurs (dans le contexte de la plaine de Flandre) et symbolisent ce pays.

## Communes du Houtland

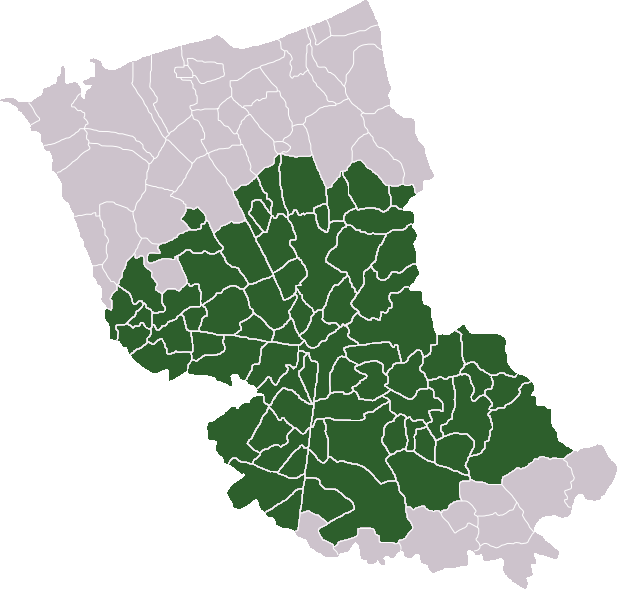
Communes du Houtland français

Les communes françaises du Houtland sont les suivantes :
Arnèke, Bailleul, Bavinchove, Blaringhem, Boeschepe, Bollezeele, Buysscheure, Cassel, Eecke, Esquelbecq, Godewaersvelde, Hardifort, Hazebrouck, Houtkerque, Ledringhem, Morbecque, Noordpeene, Ochtezeele, Oudezeele, Oxelaëre, Renescure, Rubrouck, Saint-Sylvestre-Cappel, Sainte-Marie-Cappel, Steenbecque, Steenvoorde, Terdeghem,  Thiennes, Volckerinckhove, Watten, Wemaers-Cappel, Winnezeele, Wormhout, Zermezeele, Zuytpeene... 

## Économie
La région est très rurale et traditionnellement bocagère (bien que de nombreuses haies aient disparu). Elle se caractérise par une agriculture intensive :
- prairies d'élevage ;
- élevages porcins intensifs ;
- grande culture du lin, du houblon et de l'orge ;
- culture du froment, du maïs, de la pomme de terre, du pois fourrager et du haricot.

## Géologie
Un transect géologique au niveau de la région du houtland en Flandre montre un socle de schistes datant du Silurien vers 300–400 m de profondeur. Entre 300 et 200 m de profondeur se trouvent des strates datant du Crétacé supérieur. Celle la plus profonde est formée  de craie marneuse datant du Cénomanien. Au-dessus, se trouve une couche de marnes crayeuses du Turonien inférieur et moyen. Vers 200 m de profondeur, se trouvent des couches de craies blanche et grise du Séno-turonien. Entre 200 et 100 m de profondeur se trouvent des strates du Tertiaire: argile de Louvil et tuffeau du Landénien supérieur. Au-dessus se trouvent des sables et grès d'Ostricourt (Landénien supérieur). Enfin, au-dessus, se trouve une couche épaisse d'argile des Flandres datant de l'Yprésien (Éocène), géologiquement comparable à l'argile de Londres. En couverture superficielle, il y a une couche de limons, de moins de 10 m d'épaisseur. Il n'y a pas de failles géologiques dans cette zone. La présence des buttes témoins des monts des Flandres montre que le relief a été fortement érodé, enlevant une couche estimée à plus de 100 m, formée en partie de sables du Miocène.

## Monts de Flandre
Les collines ou Monts des Flandres forment une série de reliefs développés d'ouest en est et se prolongent en Belgique (Flandre-Occidentale) où la région est nommée le Heuvelland (Pays des collines). Ces collines, développées dans l'argile yprésienne (ou argile des Flandres) sont couronnées de grès ferrugineux (étage Diestien), témoins d'une ancienne surface de la fin du Cénozoïque. En Flandre, on parle d'un getuigenheuvel (butte-témoin).
Les Monts de Flandre les plus importants sont, d'ouest en est :
- Montagne de Watten (72 mètres, près de Watten) ;
- Mont Cassel (176 mètres, à Cassel) ;
- Mont des Récollets (159 mètres) ;
- Mont des Cats (164 mètres, près de Godewaersvelde) ;
- Mont de Boeschepe (129 mètres, près de Boeschepe) ;
- Mont Kokereel (110 mètres).

Parc départemental Marguerite Yourcenar
- Mont Noir (150 mètres, à la frontière franco-belge)

Au sud de cette série, près de Bailleul, il y a encore une série des collines moins hautes :
- Mont de Lille (43 mètres) ;
- Ravensberg ('mont des corbeaux', 70 mètres).

## Paysage
Ce paysage autrefois embocagé est repris comme unité paysagère de l'Atlas régional du paysage du Nord-Pas-de-Calais.

## Réserve naturelle régionale
- Réserve naturelle du Vallon de la Petite Becque

## Forêt
Il y a trois grandes forêts dans le Houtland, la Forêt de Nieppe (au sud de Hazebrouck), la Forêt de Rihoult-Clairmarais (à la limite avec l'Audomarois) et la forêt de la Montagne de Watten.

## Cours d'eau
- Yser
- Peene Becque
- Ey Becque